# 1883 في إسبانيا
فيما يلي قوائم الأحداث التي وقعت خلال عام 1883 في إسبانيا.

## سياسة

### تعيين في المنصب
- 1 أكتوبر – سيجسموندو موريت ministro de Gobernación  [لغات أخرى]‏.

## مواليد

### مايو
- 9 مايو – خوسيه أورتيجا إي جاسيت
- 10 مايو – خوسيه كيرانتي

### نوفمبر
- 25 نوفمبر – دييغو مارتينيز باريو

### ديسمبر
- 17 ديسمبر – بيدرو باراجيس لاعب كرة قدم إسباني.

## وفيات

### أبريل
- 16 أبريل – كارلو الثاني دوق بارما (مواليد 1799)